# جو کلاین
جو کلاین (انگلیسی: Joe Kleine؛ زاده ۴ ژانویهٔ ۱۹۶۲) یک بازیکن بسکتبال اهل ایالات متحده آمریکا است.